# Рогатино (Московская область)
Рогатино — деревня в Клинском районе Московской области, в составе Воронинского сельского поселения. Население — 30 чел. (2010). До 2006 года Рогатино входило в состав Слободского сельского округа
Деревня расположена в северной части района, примерно в 15 км к северо-северо-востоку от райцентра Клин, на безымянном левом притоке реки Берёзовка (левый приток Сестра), высота центра над уровнем моря 160 м. Ближайшие населённые пункты — Соково на противоположном берегу реки, Аксеново на востоке и Мужево на юго-востоке.

## Население
| 2002 | 2006 | 2010 |
| ---- | ---- | ---- |
| 15   | ↘11  | ↗30  |